# Sevan Fowtbolayin Akowmb
Il Sevan Fowtbolayin Akowmb, (in armeno Սևան Ֆորտբոլային Ակումբ), è stata una società calcistica armena con sede nella città di Sevan.

## Storia
Fondata nel 2018 col nome di Junior Sevan, ha vinto nel suo primo anno il campionato armeno di seconda divisione 2018-2019, senza tuttavia poter salire di categoria a causa della mancata concessione della licenza nazionale.
Nel giugno 2019, la società cambia la denominazione in Sevan. Nel 2021, dopo tre stagioni in seconda serie armena, la squadra vince il campionato 2020-2021 e ottiene la sua prima storica promozione in Bardsragujn chumb. Tuttavia, dopo solo tredici partite disputate, la società viene estromessa dal campionato armeno.

## Palmarès

### Competizioni nazionali
- Araǰin Xowmb: 2

2018-2019, 2020-2021

## Organico

### Rosa 2021-2022
Aggiornata al 13 agosto 2021.
| N. |                    | Ruolo | Calciatore         |
| -- | ------------------ | ----- | ------------------ |
| 1  | Serbia (bandiera)  | P     | Marko Drobnjak     |
| 2  | Armenia (bandiera) | D     | Artur Danielyan    |
| 3  | Armenia (bandiera) | D     | Art'owr K'artašyan |
| 4  | Armenia (bandiera) | C     | Davit Ayvazyan     |
| 5  | Armenia (bandiera) | D     | Vahe Muradyan      |
| 6  | Armenia (bandiera) | C     | Narek Aslanyan     |
| 7  | Nigeria (bandiera) | A     | Olaoluwa Ojetunde  |
| 8  | Brasile (bandiera) | C     | André Mensalão     |
| 9  | Armenia (bandiera) | A     | Mher Sahakyan      |
| 10 | Armenia (bandiera) | A     | Ġowkas Poġosyan    |
| 14 | Gambia (bandiera)  | D     | Ebrima Jatta       |
| 15 | Nigeria (bandiera) | C     | Isah Aliyu         |

| N. |                               | Ruolo | Calciatore        |
| -- | ----------------------------- | ----- | ----------------- |
| 17 | Nigeria (bandiera)            | A     | Ibrahim Abubakar  |
| 18 | Macedonia del Nord (bandiera) | C     | Filip Duranski    |
| 19 | Nigeria (bandiera)            | A     | Bernard Ovoke     |
| 21 | Armenia (bandiera)            | D     | Artur Avagyan     |
| 22 | Haiti (bandiera)              | C     | Bicou Bissainthe  |
| 25 | Kazakistan (bandiera)         | D     | Tïmwr Rwdoselskïý |
| 28 | Brasile (bandiera)            | A     | Claudir           |
| 33 | Armenia (bandiera)            | P     | Suren Aloyan      |
| 40 | Brasile (bandiera)            | D     | Luiz Matheus      |
| 65 | Portogallo (bandiera)         | P     | Diogo Figueiredo  |
| 77 | Gambia (bandiera)             | C     | Babou Cham        |